# L'Amour et la Révolution
 (novembre 2024).
Pour plus de détails, voir Fiche technique et Distribution.
L'Amour et la Révolution est un documentaire de Yannis Youlountas sorti au cinéma en 2018. Les bandes annonces longues et courtes sont disponibles sur la plateforme YouTube,.

## Synopsis
« Dix ans après les premières émeutes, les médias européens prétendent que la cure d’austérité en Grèce a réussi et que le calme est revenu. Ce film prouve le contraire. À Thessalonique, des jeunes empêchent les ventes aux enchères de maisons saisies. En Crète, des paysans s’opposent à la construction d’un nouvel aéroport. À Athènes, un groupe mystérieux inquiète le pouvoir en multipliant les sabotages. Dans le quartier d’Exarcheia, menacé d’évacuation, le cœur de la résistance accueille les réfugiés dans l’autogestion. Un voyage en musique parmi celles et ceux qui rêvent d’amour et de révolution. »

## Fiche technique
- Réalisation/Scénario : Yannis Youlountas
- Montage : Maud et Yannis Youlountas
- Images : Maud et Yannis Youlountas, Kinimatini et Perseas, Nathalie et Cyril M.
- Mixage son et étalonnage : Berceau d’un autre monde
- Traductions : Mimi Féline, David Savas, Yannis et Lisa Youlountas, Dylan et A. Turner, Marietta S, Dylan H., Clément C.
- Musiques : Jean-François Brient, Léo Ferré, Christian Leduc, Kinimatini, Killah P, Julien Deguines, Achab, Batras, Jack of Heart, Sid, Villagers of Ioannina City
- Genre : documentaire
- Supports : DCP, DVD, Blu-ray et MP4
- Durée : 77 minutes
- Format : 16/9, couleur
- Date de sortie :
  - France : 25 février 2018 (première)

## Autour du film
Le film est à but non lucratif, et les bénéfices seront reversés à des initiatives solidaires autogérées en Grèce.